# Rubus perlongus
Rubus perlongus är en rosväxtart som beskrevs av Heinrich E. Weber och W.Jansen. Rubus perlongus ingår i släktet rubusar, och familjen rosväxter. Inga underarter finns listade i Catalogue of Life.